# Christian Victor Kindervater
Christian Victor Kindervater (* 1. Januar 1758 in Neunheilingen; † 9. Mai 1806 in Eisenach) war ein deutscher Generalsuperintendent.

## Leben
Kindervater wurde 1758 in Neunheilingen geboren. Er besuchte die Thomasschule zu Leipzig. Nach dem Abitur studierte er u. a. bei Beck und Morus Philosophie und Theologie an der Universität Leipzig. Er beendete sein Studium mit dem Magister Artium und promovierte zum Dr. theol. Im Jahr 1790 wurde er Pfarrer in Pödelwitz. Er war von 1804 bis 1806 Mitarbeiter bei dem Teutschen Merkur. Ab 1804 war er Konsistorialrat und Generalsuperintendent in Eisenach. Dort starb er 1806.